# Bellaguntha
Bellaguntha é uma cidade e uma notified area committee no distrito de Ganjam, no estado indiano de Orissa.

## Demografia
Segundo o censo de 2001, Bellaguntha tinha uma população de 9961 habitantes. Os indivíduos do sexo masculino constituem 49% da população e os do sexo feminino 51%. Bellaguntha tem uma taxa de literacia de 67%, superior à média nacional de 59.5%; com 55% para o sexo masculino e 45% para o sexo feminino. 13% da população está abaixo dos 6 anos de idade.